# Per una bara piena di dollari
Per una bara piena di dollari (br Por um Caixão Cheio de Dólares) é um filme italiano de 1971, do gênero faroeste, dirigido por Demofilo Fidani. Do gênero faroeste espaguete, o longa metragem é estrelado por Jack Betts, Klaus Kinski (protagonista e antagonista respectivamente) e Simonetta Vitelli.
Este filme, muitas vezes, é confundido com outra produção do mesmo diretor: "Giù la testa... hombre!" (no Brasil: A Vingança de Django). Isto porque foi flimado assim que acabou a produção de Por um Caixão Cheio de Dólares, utilizando a mesma cidade cenográfica e quase todo o elenco do primeiro filme.

## Sinopse
Quando Tamayo (Jack Betts) retorna da guerra civil, encontra sua casa queimada e todas da sua família mortos. Deste dia em diante, passa a procurar os assassinos com a ajuda de um relógio que os criminosos deixaram no local, até encontrar e matar o mandante da chacina, Dan Hagen (Klaus Kinski), um líder extravagante de um grupo de bandidos que vivem perto da fronteira Estados Unidos/México.